# 港消防署 (名古屋市)
港消防署（みなとしょうぼうしょ）は、名古屋市港区を管轄する名古屋市消防局の消防署。

## 沿革
- 1937年（昭和12年）3月 - 愛知県南消防署築地出張所を設置[1]
- 1939年（昭和14年）12月13日 - 愛知県港消防署に昇格[1]呼続および大江出張所が開設[1]港・南・中川を管轄[1]
- 1941年（昭和16年）8月 - 愛知県中川消防署設立に伴い、中川区が管轄から除かれる[1]
- 1942年（昭和17年）7月 - 愛知県櫻消防署成立に伴い、南区が管轄から除かれる[1]
- 1944年（昭和19年）2月 - 愛知県築地消防署と改称[1]
- 1948年（昭和23年）3月 - 名古屋市消防局発足に伴い、名古屋市港消防署となる[1]
- 1950年（昭和25年）1月13日 - 水上消防隊が発足[2]。消防艇として「金竜」および「銀竜」が配備される[2]。翌年12月には千年町に設置された独立庁舎において、水上出張所として業務を行うようになる[3]。
- 1955年（昭和30年）10月 - 海部郡南陽町編入に伴い、同地域が管轄に編入される[1]

## 出張所
| 出張所       | 住所                       | 画像               | (★印は救急隊のある出張所) (◎印は救助隊のある出張所) | 沿革 |
| ------------ | -------------------------- | ------------------ | --------------------------------------------------- | --- |
| 東海橋出張所 | 港区川西通2-6              |                    | ★                                                   | 1942年（昭和17年）7月1日 - 名港通一丁目に設置。 1969年（昭和44年）2月6日 - 川西通二丁目に移転 1972年（昭和47年）10月16日 - 救急隊を設置。                                                                  |
| 稲永出張所   | 港区野跡1-1-9              |                    | ★                                                   | 1965年（昭和40年）5月1日 - 稲永新田字ら1044番地の3に設置。 1987年（昭和62年）11月22日 - 住居表示実施に伴い、野跡一丁目1番9号となる。                                                                       |
| 南陽出張所   | 港区春田野2-2904           | 画像をアップロード | ★                                                   | 1974年（昭和49年）7月25日 - 南陽町大字福田字春田野786番地に設置。 1980年（昭和55年）12月1日 - 改築。 1981年（昭和56年）4月1日 - 救急隊を設置。                                                             |
| 荒子川出張所 | 港区善進本町72-2           |                    | ★◎                                                  | 1983年（昭和58年）4月1日 - 設置。 |
| 東築地出張所 | 港区昭和町13               | 画像をアップロード |                                                     | 1944年（昭和19年）2月11日 - 設置。 1946年（昭和21年）7月2日 - 廃止。 1949年（昭和24年）7月20日 - 再設置。 1967年（昭和42年）3月28日 - 改築。                                                               |
| 呼続出張所   | 南区桜本町二丁目           |                    |                                                     | 1939年（昭和14年）12月13日 - 愛知県港消防署呼続出張所として設置。 1942年（昭和17年）7月1日 - 櫻消防署に移管。                                                                                              |
| 大江出張所   | 南区笠寺町字加福           |                    |                                                     | 1939年（昭和14年）12月13日 - 愛知県港消防署大江出張所として設置。 1942年（昭和17年）7月1日 - 櫻消防署に移管。                                                                                              |
| 中川出張所   | 中川区松葉町               |                    |                                                     | 1940年（昭和15年）8月1日 - 愛知県港消防署中川出張所として設置。 1941年（昭和16年）8月11日 - 中川消防署に移管。                                                                                             |
| 水上出張所   | 港区金城ふ頭一丁目1番地の3 |                    |                                                     | 1951年（昭和26年）12月28日 - 港区千年町ハの割547の4に設置。 1971年（昭和46年）5月26日 - 空見町37番地に移転。 1980年（昭和55年）12月1日 - 改築。 1986年（昭和61年）10月9日 - 金城ふ頭一丁目1番地の3に移転。 |